# Natuurreservaat Ottenby

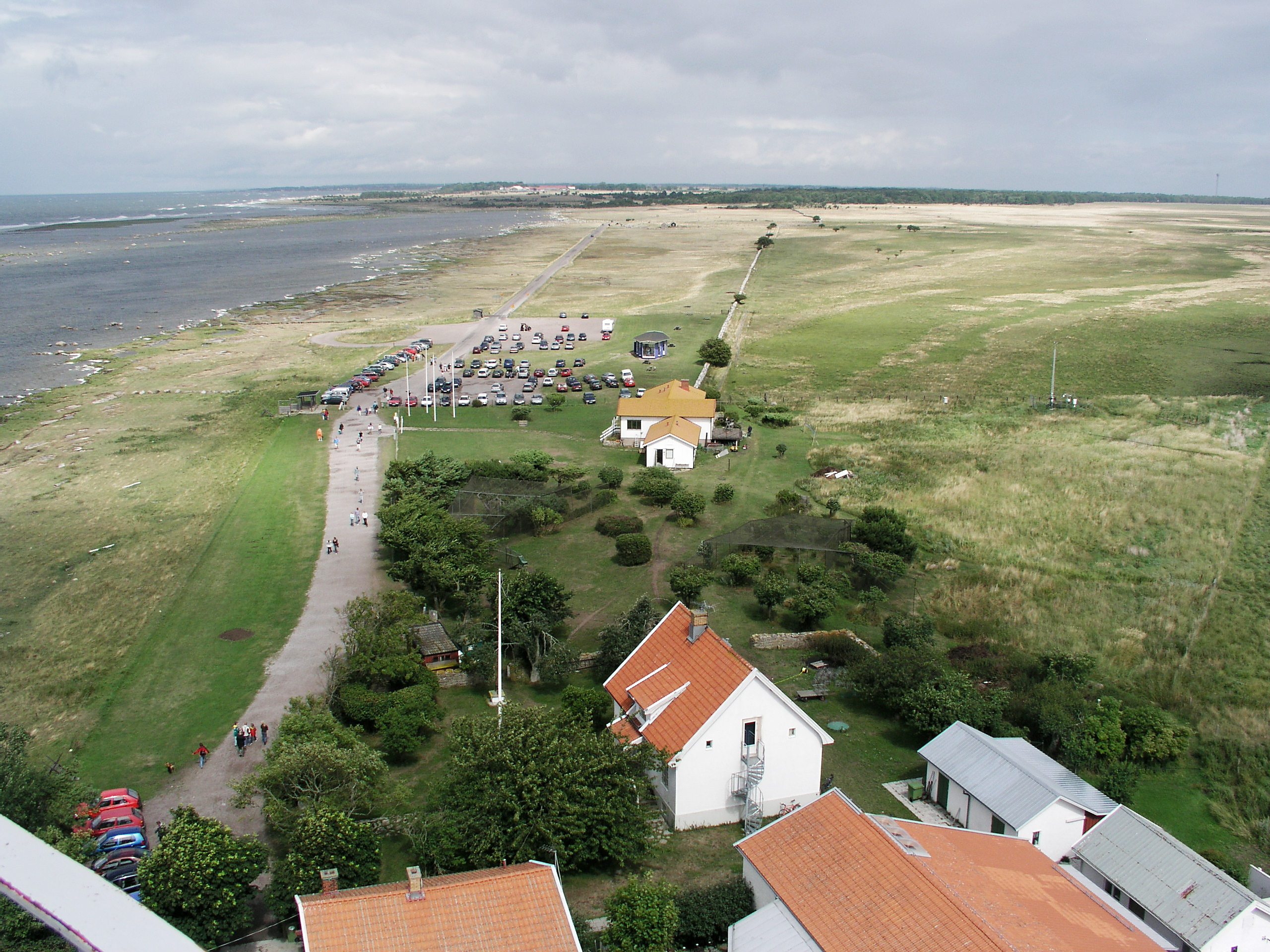
Gebied rond het vogelstation gezien vanaf de vuurtoren 'Lange Jan'. Kijkrichting Noord.

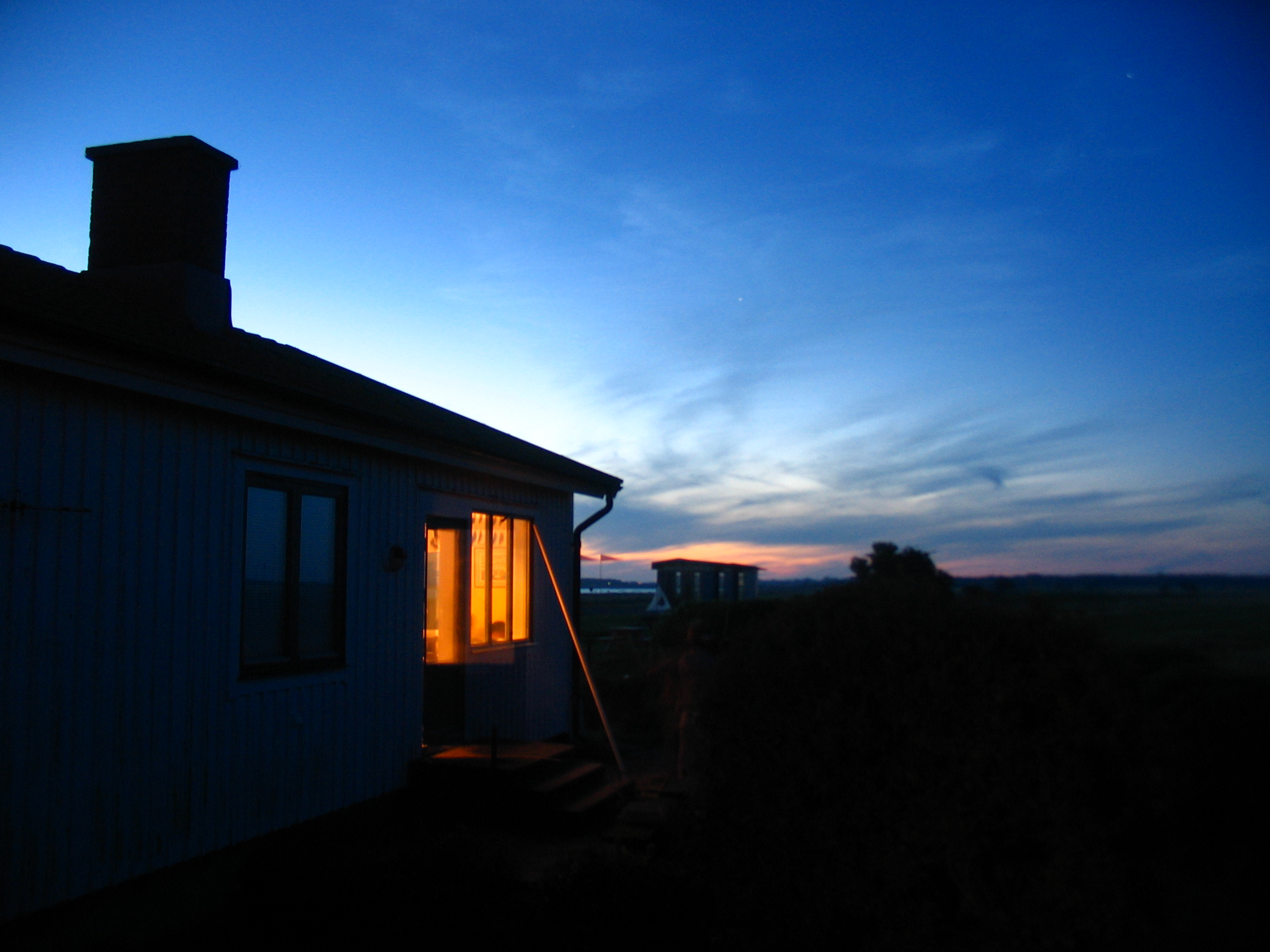
Vogelstation in de avondschemering.

Ottenby is een natuurreservaat op het uiterste zuidelijke puntje van het Zweedse eiland Öland. Het is een van Zwedens grootste en bekendste plaatsen voor vogelaars. Het vogelobservatiestation Ottenby fågelstation is gesticht in 1946 tegelijk met de oprichting van de Zweedse ornithologische vereniging (Sveriges Ornitologiska Förening). Het ringen van trekvogels is een van de hoofdwerkzaamheden van Ottenby fågelstation, en gebeurt sinds 1946. 
Het doel achter de werkzaamheden is onder andere het ontrafelen van de migratieroutes van trekvogels, inzicht in populaties krijgen en het bestuderen van de rol van trekvogels in de verspreiding van vogelgriep. Daarnaast voert Ottenby fågelstation ook onderzoeksopdrachten uit. 
De werkzaamheden geschieden op vrijwillige basis en inkomsten komen voort uit toerisme in de vorm van rondleidingen en verkoop souvenirs. Het vogelstation heeft een permanent aangestelde chef, maar het grootste deel van de werkzaamheden wordt uitgevoerd door de vrijwilligers.